# Grönstrupig solfågel
Grönstrupig solfågel (Chalcomitra rubescens) är en fågel i familjen solfåglar inom ordningen tättingar.

## Utseende
Grönstrupig solfågel är en stor och knubbig solfågel med mörk fjäderdräkt. Hanen ser ofta helt svartaktig ut, men i bra ljus syns grönglänsande panna och i större delen av utbredningsområdet även grön haka. Honan är streckad undertill med ljust ögonbrynsstreck. Hanen liknar hane ametistsolfågel, men urskiljer sig genom avsaknad av purpurfärgad strupfläck. Honan är ännu mer lik, men grönstrupig solfågel är något mörkare på ryggen och kraftigare streckad undertill.

## Utbredning och systematik
Grönstrupig solfågel delas upp i tre underarter med följande utbredning:
- C. r. stangerii – ön Bioko i Guineabukten
- C. r. crossensis – Nigeria och Kamerun
- C. r. rubescens – centrala och södra Kamerun söderut till norra Angola och nordvästra Zambia samt österut till södra Sydsudan, Uganda, västra Kenya och nordvästra Tanzania

## Levnadssätt
Grönstrupig solfågel hittas på låg och medelhög höjd i skogsområden, trädgårdar och ungskog. Den ses vanligen i trädtaket och mellersta skikten.

## Status
Arten har ett stort utbredningsområde och beståndet anses stabilt. Internationella naturvårdsunionen IUCN listar den därför som livskraftig (LC).